# Gradiška
Ne doit pas être confondu avec Nova Gradiška ou Gradisca d'Isonzo.
Gradiška (en serbe cyrillique Градишка  est une ville et une municipalité de république serbe de Bosnie-Herzégovine située au nord de la république serbe de Bosnie. Selon les premiers résultats du recensement bosnien de 2013, la ville intra muros compte 16 106 habitants et la municipalité 56 727.

## Géographie
Gradiška est située au nord-ouest de la Bosnie-Herzégovine et de la république serbe de Bosnie, sur la rive droite de la Save, à proximité de la frontière croate et à une quarantaine de kilomètres au nord de Banja Luka. De l'autre côté de la Save se trouve la ville croate de Stara Gradiška.

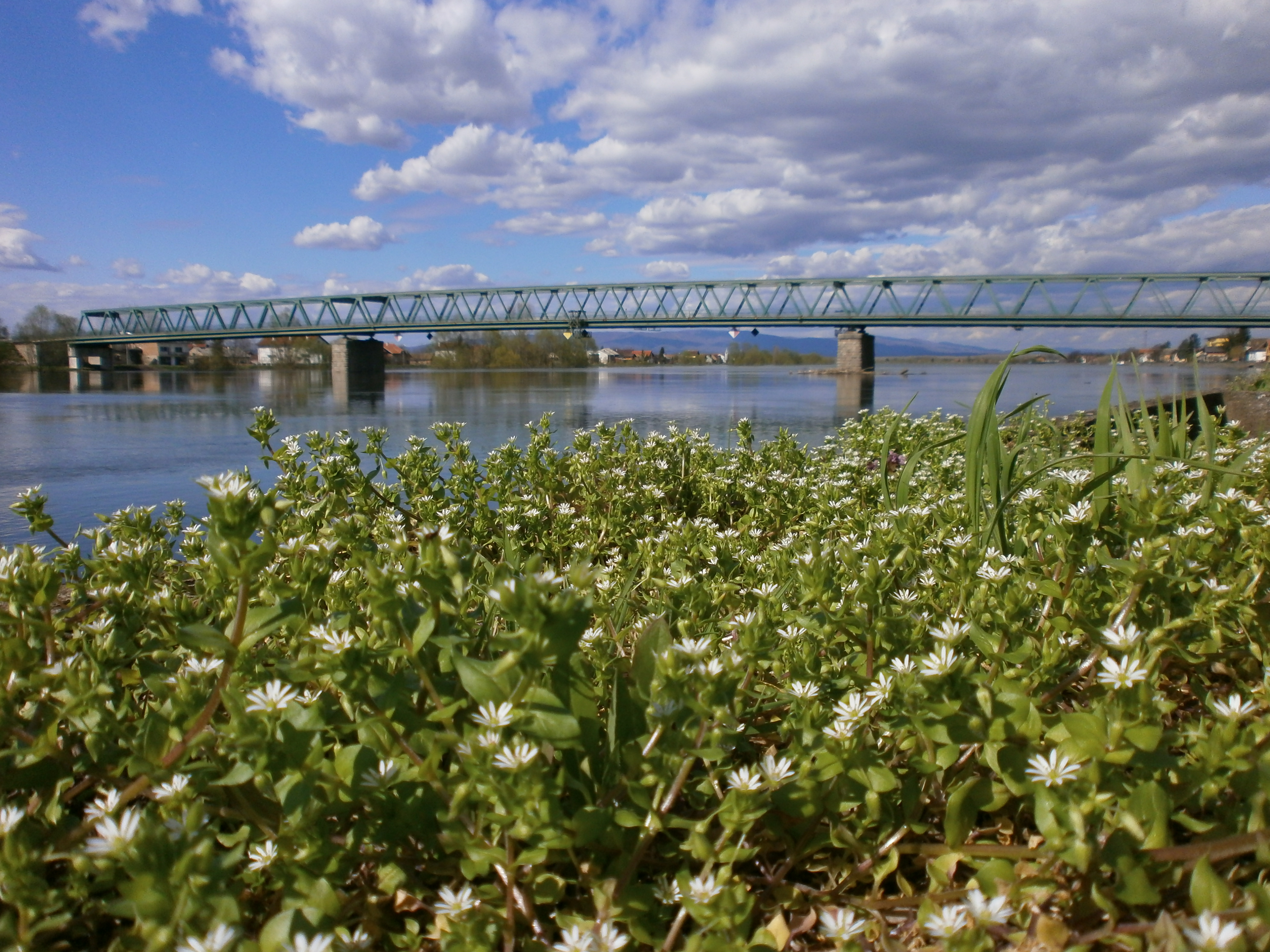
Le pont sur la Save à Gradiška

La municipalité de Gradiška est entourée par le territoire de la ville de Banja Luka au sud et par les municipalités de Prijedor au sud-ouest, Kozarska Dubica à l'ouest, de Laktaši au sud-est et de Srbac à l'est. Au nord, elle est longée par la frontière entre la Bosnie-Herzégovine et la Croatie.

## Histoire
À l'époque romaine, il existait sur le territoire  de l'actuelle Gradiška une localité appelée Municipium Servicium. En 1330, Gradiška, alors appelée Gradiški Brod, obtient le statut de ville. En 1537, elle fait partie de l'Empire ottoman puis, à partir de 1878, elle fait partie de l'empire d'Autriche-Hongrie.

## Localités

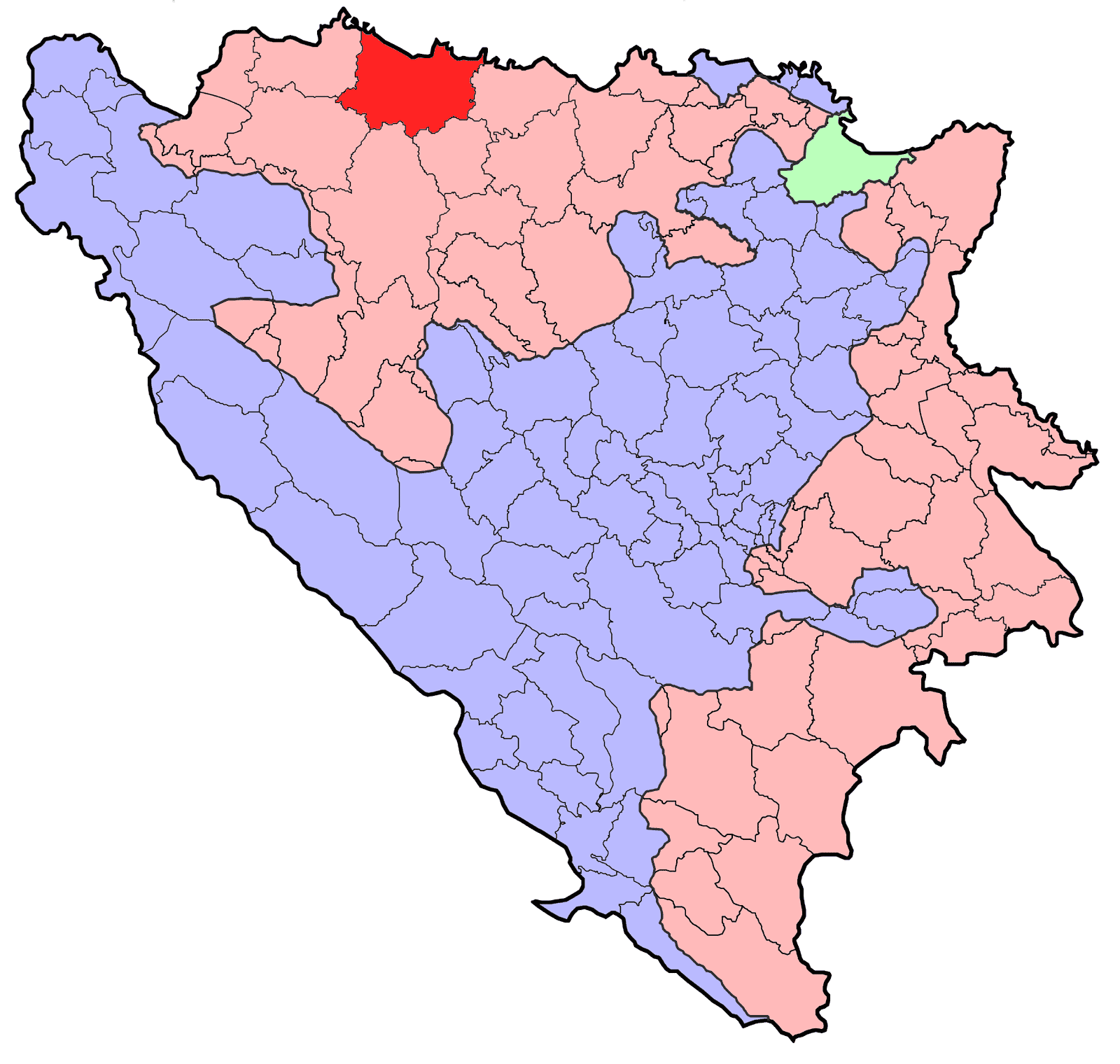
Localisation de la municipalité de Gradiška en Bosnie-Herzégovine

La municipalité de Gradiška compte 68 localités :
| - Adžići - Berek - Bistrica - Bok Jankovac - Brestovčina - Bukovac - Cerovljani - Cimiroti - Čatrnja - Čelinovac - Čikule - Donja Dolina - Donja Jurkovica - Donji Karajzovci - Donji Podgradci - Dragelji - Dubrave | - Elezagići - Gašnica - Gornja Dolina - Gornja Jurkovica - Gornja Lipovača - Gornji Karajzovci - Gornji Podgradci - Gradiška - Grbavci - Greda - Jablanica - Jazovac - Kijevci - Kočićevo - Kozara - Kozinci - Krajišnik | - Krušik - Laminci Brezici - Laminci Dubrave - Laminci Jaružani - Laminci Sređani - Liskovac - Lužani - Mačkovac - Mašići - Mičije - Miloševo Brdo - Miljevići - Mokrice - Nova Topola - Novo Selo - Orahova - Orubica | - Petrovo Selo - Rogolji - Romanovci - Rovine - Samardžije - Seferovci - Sovjak - Srednja Jurkovica - Šaškinovci - Trebovljani - Trnovac - Trošelji - Turjak - Vakuf - Vilusi - Vrbaška - Žeravica |

## Démographie

### Villeintra muros

#### Évolution historique de la population dans la villeintra muros
| 1948  | 1953 | 1961  | 1971  | 1981   | 1991   | 2013   |
| ----- | ---- | ----- | ----- | ------ | ------ | ------ |
| 5 590 | -    | 6 363 | 9 585 | 13 475 | 16 841 | 16 106 |

|  |

### Municipalité

#### Évolution historique de la population dans la municipalité
| 1971   | 1981   | 1991   | 2014   |
| ------ | ------ | ------ | ------ |
| 53 581 | 58 095 | 59 974 | 56 727 |

#### Répartition de la population par nationalités dans la municipalité (1991)
En 1991, sur un total de 59 974 habitants, la population se répartissait de la manière suivante :

## Politique
À la suite des élections locales de 2012, les 31 sièges de l'assemblée municipale se répartissaient de la manière suivante :
| Parti                                                 | Sièges |
| ----------------------------------------------------- | ------ |
| Alliance des sociaux-démocrates indépendants (SNSD)   | 10     |
| Parti démocratique serbe (SDS)                        | 9      |
| Parti progressiste serbe (SNS)                        | 3      |
| Parti du progrès démocratique (PDP)                   | 2      |
| Parti socialiste (SP)                                 | 2      |
| Parti national Travail pour une amélioration (NS RzB) | 2      |
| Alliance démocratique nationale (DNS)                 | 2      |
| Non inscrit - Minorité nationale                      | 1      |

Zoran Latinović, membre du Parti démocratique serbe (SDS) a été élu maire de la municipalité.

## Personnalités
- Vaso Čubrilović (1897-1990), historien, académicien et ministre
- Stevan Dukić (1920-1942), Partisan yougoslave, héros national de la Yougoslavie, né à Rogolji, près de Gradiška
- Lepa Radić (1925-1943), héros national de la Yougoslavie
- Gojko Subotić (né en 1931), byzantinologue, académicien serbe
- Rade Mihaljčić (né en 1937), historien et membre de l'Académie des sciences et des arts de la République serbe
- Stanislav Čađo (né en 1961), ministre
- Ratko Varda (né en 1979), joueur de basket-ball
- Marko Marin (né en 1989), footballeur